# San Miguel, Amatepec
San Miguel, även San Miguel Zinacausto, är en ort i Mexiko, tillhörande kommunen Amatepec i den sydvästra delen av delstaten Mexiko, i den centrala delen av landet. Orten hade 328 invånare vid folkräkningen 2010.